# Broadland (Dakota del Sud)
Broadland è un centro abitato (town) degli Stati Uniti d'America, situato nella Contea di Beadle nello Stato del Dakota del Sud. La popolazione era di 31 persone al censimento del 2010.

## Storia
La città di Broadland fu progettata nel 1881. La città prende il nome dall'ampia valle in cui si trova il sito della città.

## Geografia fisica
Broadland è situata a 44°29′36″N 98°20′53″W (44.493196, -98.348159).
Secondo lo United States Census Bureau, ha un'area totale di 1,01 miglia quadrate (2,62 km²).

## Società

### Evoluzione demografica
Secondo il censimento del 2010, c'erano 31 persone.

### Etnie e minoranze straniere
Secondo il censimento del 2010, la composizione etnica della città era formata dal 100,0% di bianchi.